# Complexo do Açor
Complexo do Açor este o arie protejată (sit de importanță comunitară — SCI) din Portugalia întinsă pe o suprafață de 1.363,12 ha, integral pe uscat.

## Localizare
Centrul sitului Complexo do Açor este situat la coordonatele 40°12′52″N 7°55′08″W / 40.214472°N 7.918826°V.

## Înființare
Situl Complexo do Açor a fost declarat sit de importanță comunitară în octombrie 1998 pentru a proteja 5 specii de plante și 8 specii de animale.

## Biodiversitate
Situată în ecoregiunea mediteraneană, aria protejată conține 14 habitate naturale: Cursuri de apă de la nivel de câmpie la nivel montan, cu vegetație Ranunculion fluitantis și Callitricho-Batrachion, Pajiști uscate europene, Matorral arborescenți cu Laurus nobilis, Pajiști oro-iberice cu Festuca indigesta, Grohotișuri termofile și vest-mediteraneene, Pante stâncoase silicioase cu vegetație casmofită, Roci stâncoase cu vegetație pionieră de Sedo-Scleranthion sau Sedo albi-Veronicion dillenii, Păduri aluvionare cu Alnus glutinosa și Fraxinus excelsior (Alno-Padion, Alnion incanae, Salicion albae), Păduri de stejar galițio-portugheze cu Quercus robur și Quercus pyrenaica, Păduri de Castanea sativa, Galerii de Salix alba și de Populus alba, Păduri de Quercus suber, Păduri de Quercus ilex și Quercus rotundifolia, Păduri de Ilex aquifolium.
La baza desemnării sitului se află mai multe specii protejate:
- plante (5): Festuca elegans, Festuca summilusitana, Marsupella profunda, Narcissus asturiensis, Veronica micrantha
- amfibieni (1): Chioglossa lusitanica
- mamifere (5): liliac cârn (Barbastella barbastellus), vidră de râu (Lutra lutra), liliac cu urechi mari (Myotis bechsteinii), liliac cărămiziu (Myotis emarginatus), liliacul mic cu potcoavă (Rhinolophus hipposideros)
- nevertebrate (1): rădașcă (Lucanus cervus)
- reptile (1): Lacerta schreiberi

Pe lângă speciile protejate, pe teritoriul sitului au mai fost identificate 20 de specii de plante, 1 specie de amfibieni, 13 specii de mamifere, 4 specii de reptile.